# Ян Богумір Прач
Ян (Іван) Богумір Прач (чеськ. Jan Bohumír Práč; 1750, Сілезія — †1818, Петербург) — російський (за походженням чех) музичний фольклорист, композитор і педагог.

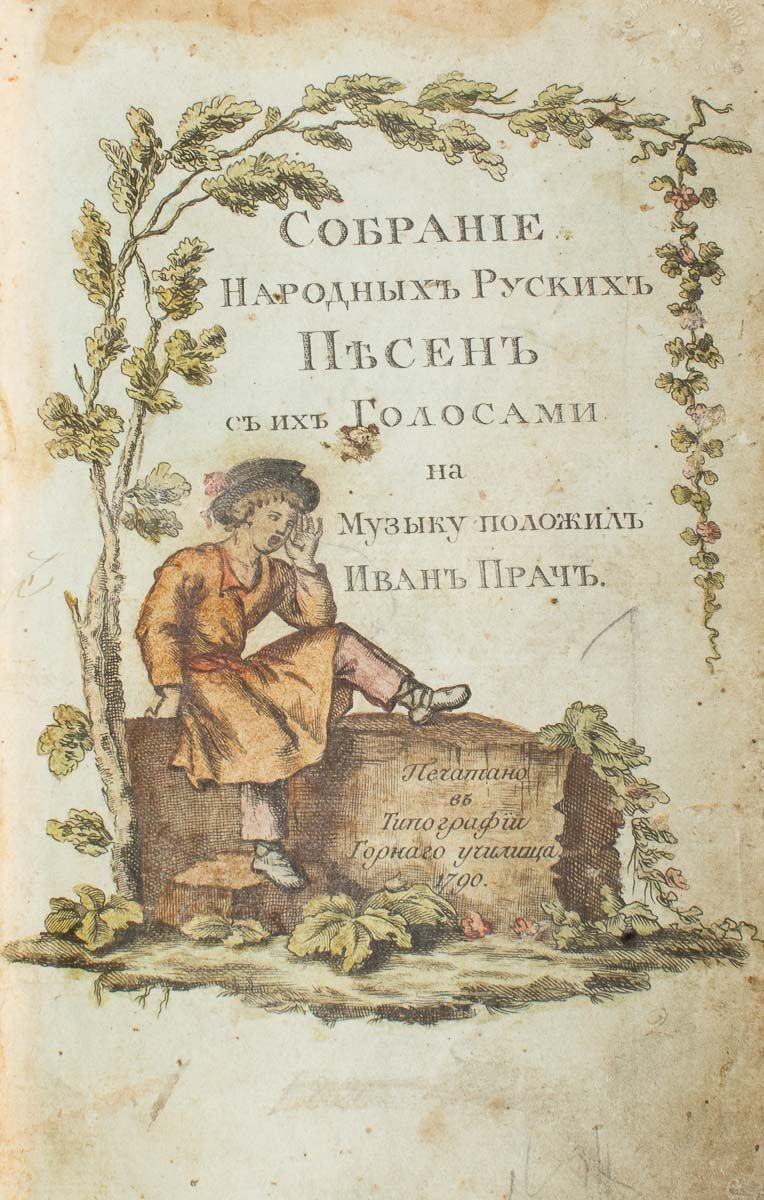
Зібрання народних російських пісень з їх голосами, 1790

З кінця 70-х років XVIII століття жив у Петербурзі, викладав гру на фортепіано в Смольному інституті, театральному училищі.
Склав і видав (1790, разом з М. Львовим) «Зібрання народних російських пісень з їх голосами», до якого увійшло і сім українських пісень у тому числі «Ой не відтіль місяць світить», «Ах під вишнею…», «Послала мене мати зеленого жита жати» та інші.
Прач виділив українські пісні в окрему групу і вказав на «відмінність української народної пісні від
російської» та зазначив її високі вартості: «мелодійність, більшу, ніж у російських піснях, і правильність форми». Янові Прачеві присвятив окрему розвідку в «Науковому Збірнику» Український високий педагогічний інститут ім. Драгоманова в Празі, 1932 р., музикознавець Ф. Стешко, який відзначив, що гармонізації Я. Прача не відповідають духові народніх пісень.
Прач — також автор фортепіанних творів і посібника «Повна школа для фортепіано» (1816).